# Charles Cornevin
Pour les articles homonymes, voir Cornevin.
Charles Ernest Cornevin, né le 4 octobre 1846 à Is-en-Bassigny (Haute-Marne), et, mort le 24 novembre 1897 à Lyon, est un auteur d'ouvrages sur la zootechnie. Vétérinaire de Haute-Marne, il devient professeur de l'école nationale vétérinaire de Lyon en 1876. Son Traité de zootechnique générale publié en 1891 se distingue par son argumentation fondée sur des expériences personnelles.